# Jiří Černický
Jiří Černický (* 1. srpna 1966 Ústí nad Labem) je český vizuální umělec, který je znám jako tvůrce experimentálních, intermediálních projektů. V roce 1996 získal Sorosovu cenu a v roce 1998 Cenu Jindřicha Chalupeckého. V roce 2012 se nominoval jako finalista na cenu Alice Award v kategorii interdisciplinárního umění. V letech 2010–2023 působil jako vedoucí pedagog Ateliéru malby (Ateliér volného umění II) na Vysoké škole uměleckoprůmyslové v Praze.

## Životopis
Jiří Černický se narodil a prožil dětství ve Všebořicích v Ústí nad Labem. Narodil se jako nejstarší ze tří dětí. Záhy již na základní škole projevil výtvarné nadání. Překresloval komiksy. V letech 1982 až 1986 vystudoval Střední uměleckoprůmyslovou školu v Jablonci nad Nisou. Po maturitě v roce 1986 začal studovat výtvarnou výchovu a ruský jazyk na Vysoké škole pedagogické v Ústí nad Labem ( od roku 1991 – Univerzita J. E. Purkyně). V rámci Sametové revoluce se zapojil do dění v Ústí nad Labem tvorbou plakátů a letáků. Se spolužáky malovali hesla a velkoplošné propagace na paneláky nebo vlaky s uhlím. V roce 1990 ukončil studium na Vysoké škole pedagogické.
V letech 1990 – 1993 studoval na Vysoké škole uměleckoprůmyslové v Praze v atelieru Adély Matasové. V roce 1997 absolvoval Akademii výtvarných umění v Praze v ateliéru Miloše Šejna a Jiřího Davida.
V roce 1996 získal Sorosovu cenu a v roce1998 Cenu Jindřicha Chalupeckého. V roce 2012 se nominoval jako finalista na cenu Alice Award v kategorii interdisciplinárního umění.
Od roku 1977 patří mezi členy rockové skupiny Finský barok. Spolu s Petrem Niklem byl zakládajícím členem autorského divadla Zoom.
Příležitostně se věnuje kurátorské činnosti. V roce 2013 byl kurátorem výstavy „Guštar” v Centru současného umění DOX a prezentace prací studentů UMPRUM v Pekingu „Vystřelený šrapnel uklidní pozorovatele”. Byl také kurátorem výstavy Milana Guštara „Pro Le Cainea (Z technických důvodů zavřeno)” v galerii Školská 28.
V roce 2015 byl jmenován docentem na Fakultě umění a designu Univerzity Jana Evangelisty Purkyně v Ústí nad Labem.
V červnu 2023 napsal emotivní otevřený dopis, v němž oznámil svůj odchod z postu vedoucího pedagoga Ateliéru malby na Vysoké škole uměleckoprůmyslové v Praze.

## Tvorba
Zaměření Jiřího Černického je velmi široké a neomezuje se na konkrétní médium. Pracuje s klasickými médii (malba), ale využívá i další formy současného umění (objekty, instalace, performance, konceptuální umění atd.). Osobní angažovanost v konkrétním díle není výjimkou. Základem jeho práce je vytváření fiktivních scénářů. Kombinováním a propojením s různými médii (klasický obraz, objekt, video či fotografie) vznikají finální výstavní projekty. Společným jmenovatelem prací jsou silné emoce, ironický humor nebo sociální kritika.
Koncem devadesátých let dvacátého století se zapsal do povědomí veřejnosti projektem „První sériově vyráběná schizofrenie“(1998). V multimediální instalaci „SONY Garden z roku 2002“ vytvořil parafrázi japonské zenové zahrady, kde místo písku a kamenů použil drť ze spotřební elektroniky i počítačů, tedy symbolů informačního věku.
V roce 2010, při znovuotevření, se Galerie Václava Špály prezentovala výstavou „Gagarinova věc a věci, kterých mi není líto“. Projekt „Gagarinova věc“ (2006) ukázal zájem umělce o spojení fyzikálních zákonů s lidskou psychikou a představil jeho „badatelskou stránku“. Tímto projektem ukázal jak lze manipulovat veřejnost zdánlivě seriózními fakty. „Věci, kterých mi není líto“ představují videozáznamy z pražského metra, kde autor požaduje na cestujících libovolnou věc, na které jim nezáleží.
Reakcí na některé utopistické myšlenky avantgardy byla výstava „Den, kdy sníh padal na hořící pole“ (2014). Výstava představila nejnovější umělcovi práce, které spolu vytvořily celek spojený mnoha asociacemi na dobu, kdy společnost usilovala o totální proměnu pomocí vědeckých, uměleckých a sociálních experimentů.
Multimediální projekt „Divoký sny“(2016) vychází z padesáti kreseb, které vznikaly během posledních pětadvaceti let. Kombinují utopické představy o zlepšení světa, excentrické architektonické vize atd. Tyto projekty byly na výstavě také ztvárněny jako modely nebo prototypy. Svoji koncepci vysvětlil umělec:
| „ | Chtěl jsem do Galerie Rudolfinum vstoupit jako do jiné prostory, ne jako do prostoru vizuálního umění, ale jako do Národního muzea... | “ |

Značnou část autorovy tvorby tvoří nikdy nerealizované utopické projekty. I když zůstávají nerealizovány, zabývají se aktuálními sociálními či ekologickými problémy.
Jiří Černický se věnuje také knižní ilustraci a hudební tvorbě.

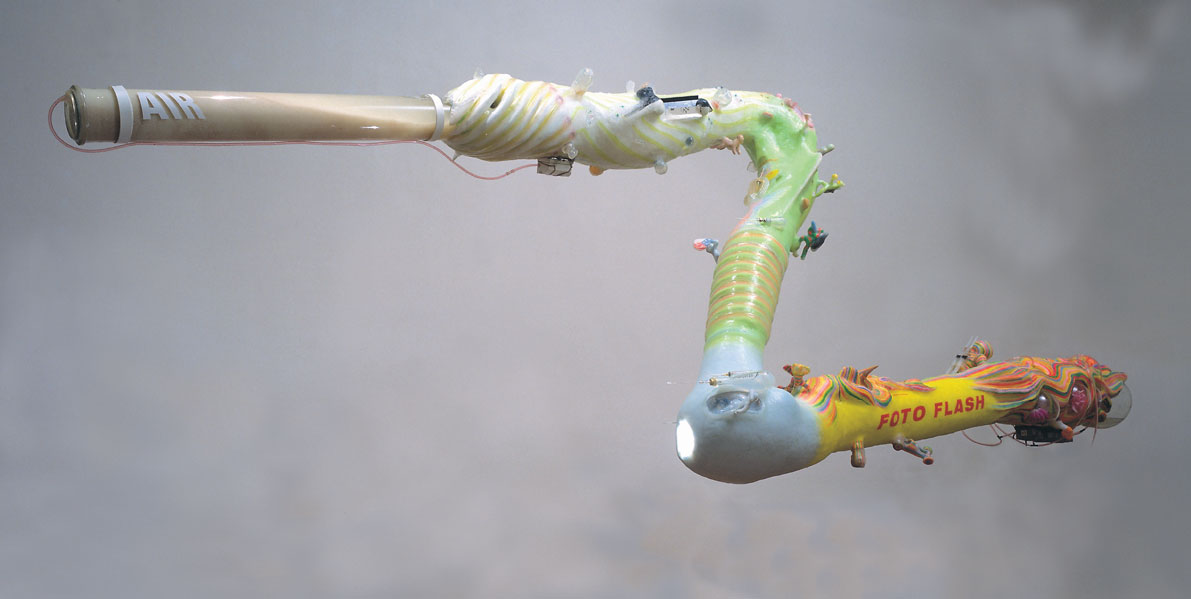
Photoflash (paparazziovská socha) (1998), Photoflash – 1998; polyuretan, silikon, sklo, procesuální přístroje, voda, čisticí prostředky, světlo; 500×200×120 cm

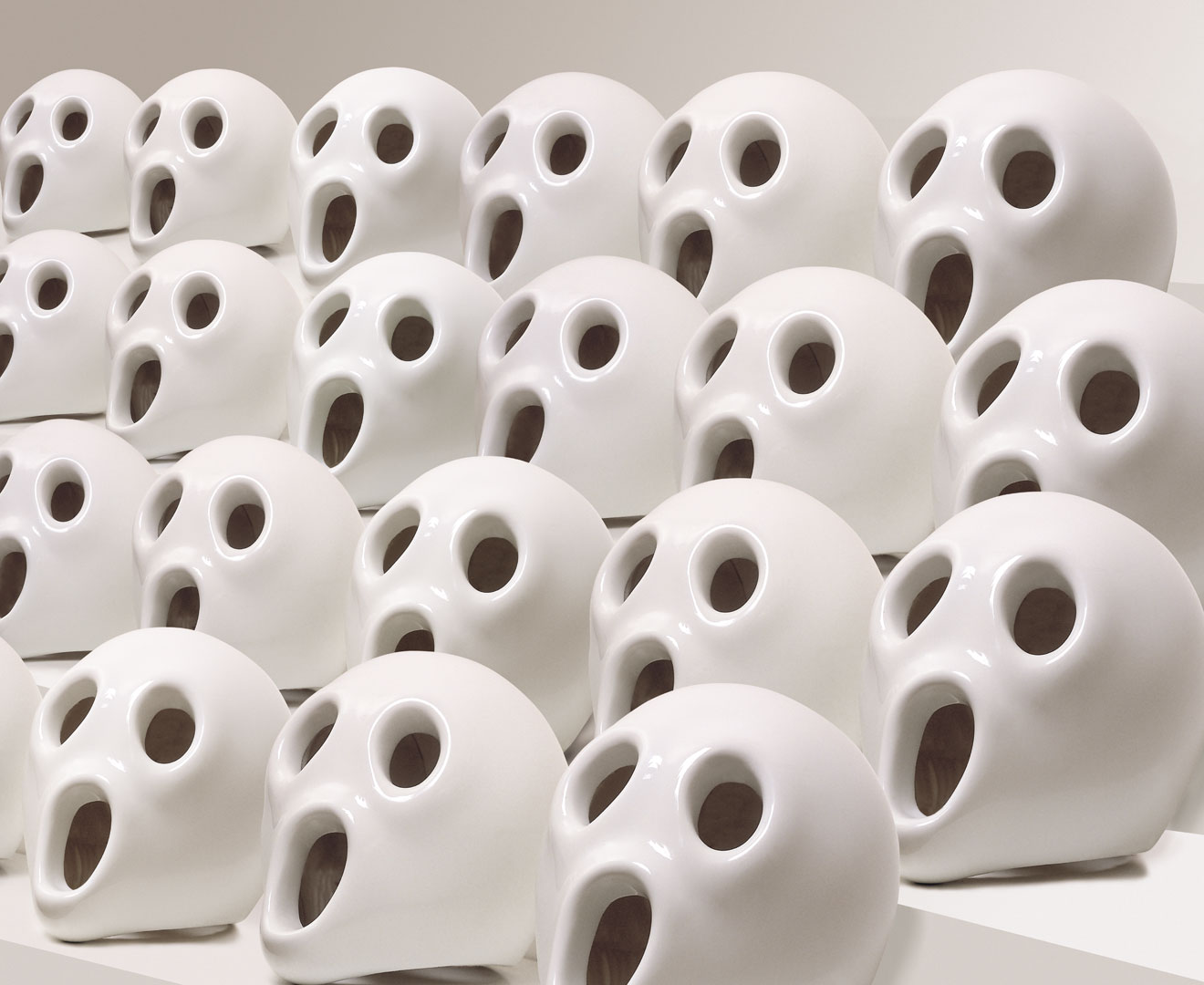
Schizofrenie (1998); laminát, akrylový lak, textil; 23×23×23 cm

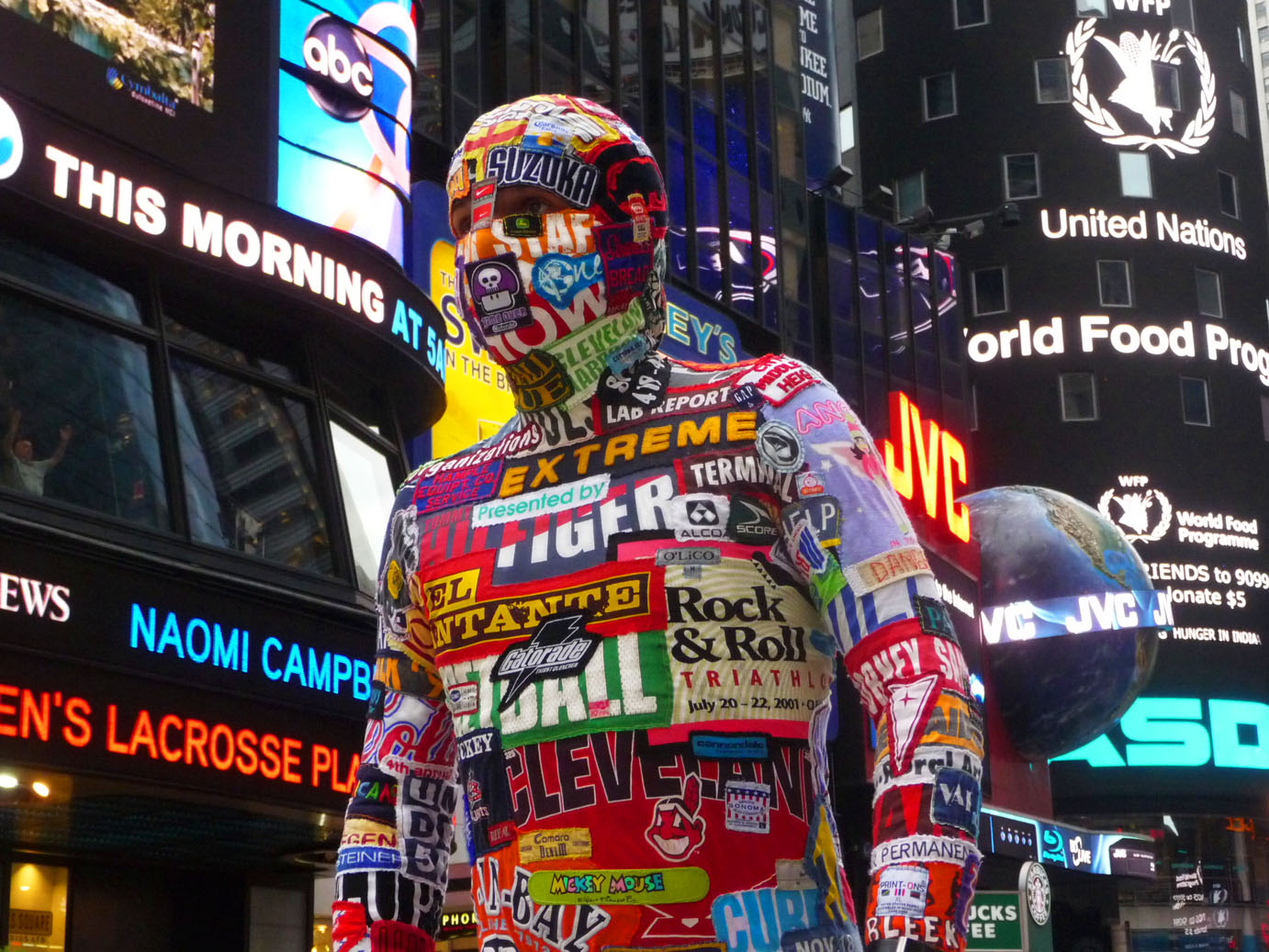
Nikdo čitelný (2005), performance

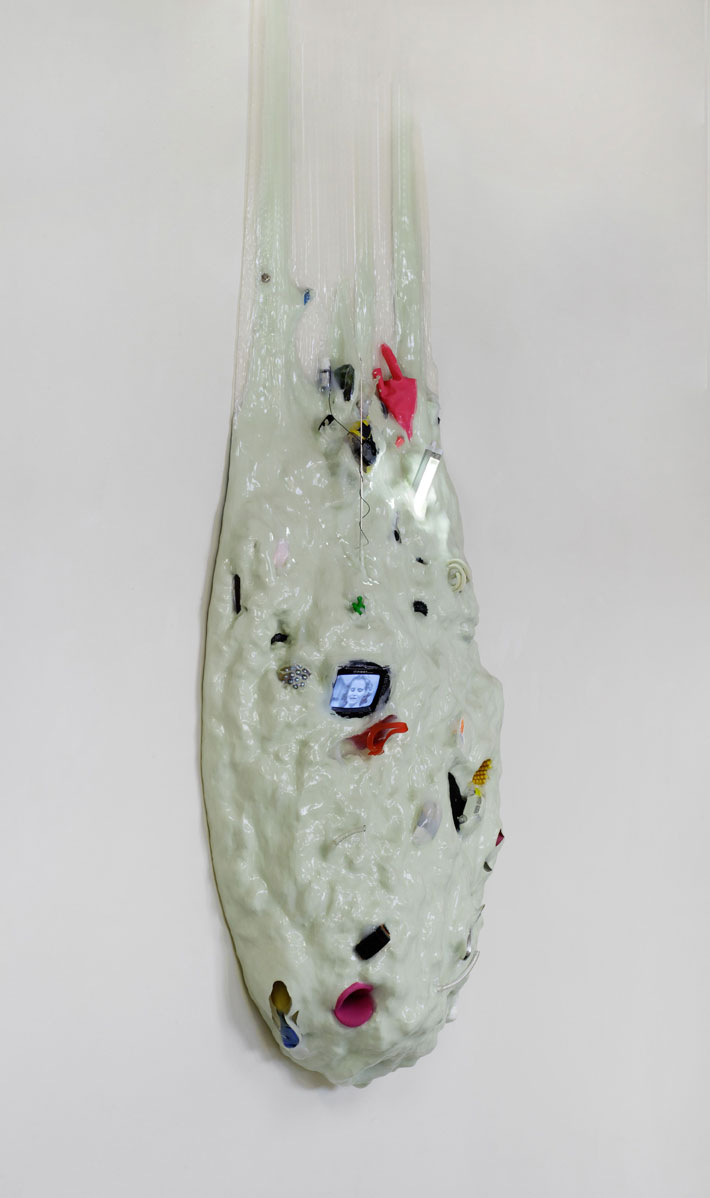
Sopl (2006), kombinovaná technika, 250×100×50 cm

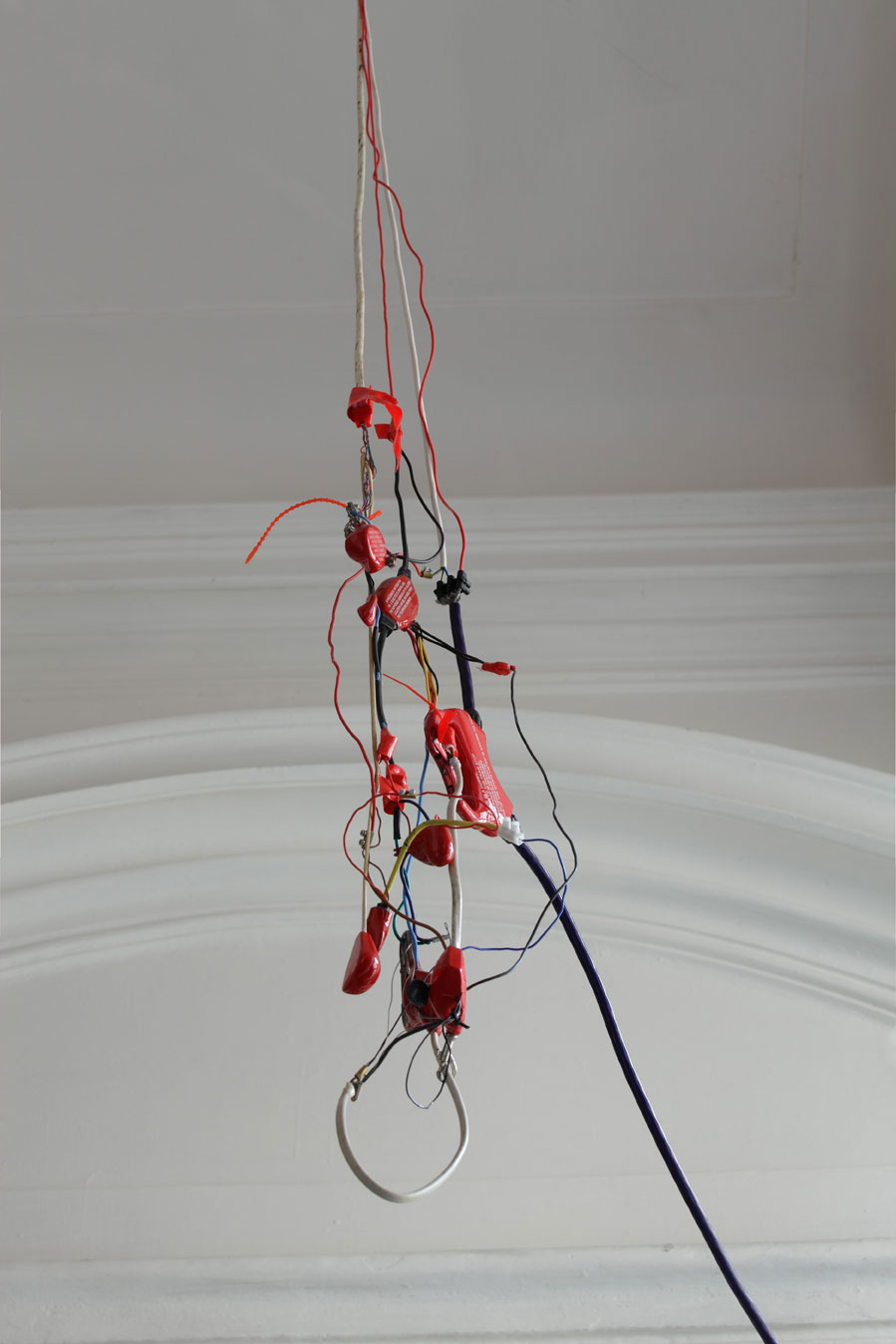
Krvavá vazba (2006), kombinovaná technika

## Studijní pobyty
- 1998 – Headlands, San Francisco, USA
- 2001 – Tent Gallery and MAMA Gallery, Rotterdam, Nizozemsko
- 2004 – Akademie der Künste, Berlín, Německo
- 2005 – Vivid Centre for Media Arts, Birmingham, Velká Británie
- 2007 – Futura Gallery, zámek Třebešice, Česko
- 2008 – Spaces Gallery, Cleveland, USA
- 2004 – Galerie Futura, Zámek Třebešice[23]
- 2019 – CCC muzeum Peking

## Výstavy

### Samostatné výstavy – výběr
- 2022 – Sebevdech, Ateliér Jozefa Sudka. Praha

- 2022 – Kontemplace aktivistů, Galerie Cifra, České Švýcarsko
- 2022 – Magické aktuality (Vzpoura lenochodů), Severočeská galerie výtvarných umění v Litoměřicích
- 2021 – Kinetická architektura, Galerie Luxfer, Česká Skalice
- 2021 – Dharmanautica 4300 n.l., (s Pavlem Peppersteinem), DSC Gallery, Praha
- 2020 – Budoucnost sněhu, Galerie Via Art, Praha
- 2019 – Obrazoborec, Galerie J. Koniarka, Trnava, Slovensko

- 2019 – Nobody Redable, CCC muzeum umění, Peking, Čína
- 2019 – Jiří Černický, Galerie Masna, Slavonice
- 2018 – Salm Modern #1: Možnosti dialogu / Dimensions of Dialogue / Möglichkeiten des
- 2018 – S drakem v zádech, Galerie Futura, Praha
- 2018 – Trump kontra Godzilla (Skok kobylky z cedulky na tabulku), DSC Gallery, Praha
- 2018 – Spiritistická Science, Galeria Arsenał, Białystok, Polsko
- 2018 – Voliéra pro Aircraft, Muzej moderne i suvremene umjetnosti, Rijeka, Chorvatsko
- 2014 – Minimálně intenzívnější, Galerie města Blanska ABS, Muzeum Jed(y)nygo obiektu

- 2014 – Toruń, Polsko

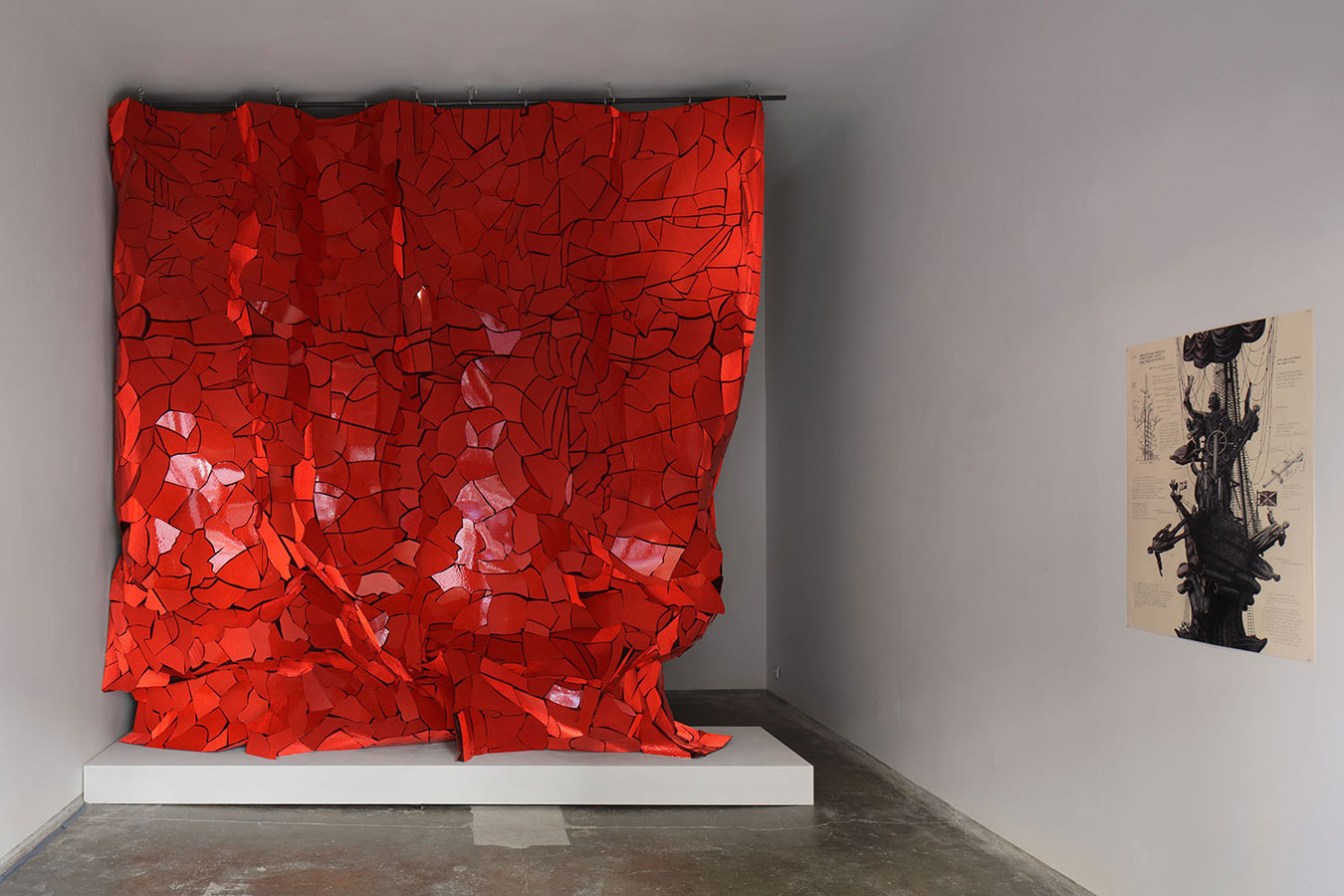
Opona (2014); textil, odrazová skla; 400×400 cm

- 2008 – ABS Video, Space Gallery, Cleveland, USA

- 2007 – ABS Video, Galerie Futura, Praha
- 2007 – You, Artsdepot Gallery, Londýn, Velká Británie (s Terezou Severovou)
- 2007 – ABS Video, Galleria Traghetto, Benátky, Itálie
- 2006 – Jehelníčky, Galerie Steinek, Vídeň, Rakousko
- 2005 – The Gagarin Thing, Vivid Centre for Media Arts, Birmingham, Velká Británie
- 2002 – Brand New Rubbish, Galerie Jiří Švestka, Praha
- 2002 – Bin Laden’s Lamp, Noname Gallery,Rotterdam, Nizozemsko
- 2002 – Au-Pair Medusa’s Room, Galerie Lara Vincy, Paříž, Francie
- 2001 – META Pop, Galerija Miroslav Kraljević, Záhřeb, Chorvatsko
- 2001 – Hard Pop Expo, MAMA Gallery, Rotterdam, Nizozemsko
- 2000 – Czech Front Gallery, Los Angeles, USA
- 2000 – The Luxury of Grief, Post Gallery, Los Angeles, USA
- 1999 – Barock, Alergic, Galerie hl. m. Prahy
- 1998 – Gentleman’s Room, Centrum Rzeźby Polskiej, Orońsko, Polsko; Akademie der
- 1998 – Künste, Berlín, Německo

### Výběr skupinových výstav
- 2019 – Boudník a Fraser Brocklehust: Pillow Talk, Moravská galerie, Brno
- 2019 – Moc bezmocných. Kunsthalle Bratislava, Slovensko
- 2019 – Dialogs, OBJEKTívne, Kunsthalle Bratislava, Slovensko
- 2019 – Národní galerie v Praze – Salmovský palác, Praha
- 2019 – Orient V, GHMP, Praha
- 2019 – Retina, Možnosti malby, Galerie 8mička, Humpolec.
- 2019 – Nová Galerie, Jiná malba, Praha
- 2019 – Sametová výstava, Galerie E. Filly, Ústí nad Labem
- 2018 – Pohled z V4, Art Thema Gallery, Brusel, Belgie
- 2018 – Prodloužená malba – současná pražská malba, Galerija Bačva, Záhřeb, Chorvatsko
- 2014 – Reálný minimalismus, O židli, Bienále fotografie a současného umění Liege 2014, Belgie
- 2013 – Arts under Influences, La Maison Rouge, Paříž, Francie
- 2012 – AVIFF Cannes, Francie AVIFF Mezinárodní filmový festival v Marrákeši, Maroko
- 2012 – AVIFF South Africa — Grahamstown — National Arts Festival, Jihoafrická republika
- 2010 – To, co chybí, GUM Studio, Carrara, Itálie
- 2010 – Minimal Difference, White Box Gallery, New York, USA
- 2010 – Format of Transformations 89–09, MUSA Museum auf Abruf, Vídeň, Rakousko
- 2010 – A Part of No-Part, Parallelisms between Then and Now, Chelsea Art Museum, NewYork, USA
- 2009 – Czech Photography of the 20 th Century, Kunst- und Ausstellungshalle der Bundesrepublik Deutschland, Bonn, Německo
- 2009 – Hell of Things, Kronika Gallery, Bytom, Polsko
- 2008 – Performance — Nobody Readable, Zen buddhistický chrám v Čchang-čchun, Čína
- 2008 – Social Dialogue, Motorenhalle, Drážďany, Německo
- 2008 – Place in the Heart, Arsenal Gallery, Bialystok, Polsko
- 2008 – What do you do for a living?, &lt;rotor&gt;, Graz, Rakousko
- 2008 – Rebus sic stantibus, Aboa Vetus a Ars Nova Museum, Turku, Finsko
- 2008 – Central Europe Revisited, Schloss Esterházy, Eisenstadt, Rakousko
- 2008 – Loophole to the Universe, Divus Unit 30, Londýn, Velká Británie
- 2007 – Art &amp; Criticism, ICA, Dunaujvaros, Maďarsko Demolition, The Israeli Center for Digital Art, Holon, Izrael
- 2007 – Micro-Narratives, 48. October Salon, Bělehrad, Srbsko Fragment.cz, Castello Di Rivara, Itálie
- 2007 – Close Encounters of the Third Kind, Urania National Movie Theater, Budapešť, Maďarsko
- 2007 – Forma následuje risk, Galerie Futura, Praha; Slovenská národná galéria, Bratislava, Slovensko
- 2006 – Frisbee, Galerie Sokolská, Ostrava Hotel Chalupecký, Motorenhalle, Drážďany, Německo
- 2006 – Après Dada?, Galerie Lara Vincy, Paříž, Francie
- 2006 – Places for Small Stories, Palazzo delle Arti di Napoli, Neapol, Itálie Hot / Cold? –
- 2006 – Summer Loving, Zacheta Narodowa Galeria Sztuki, Varšava, Polsko
- 2006 – Shadows of Humour, Avantgarde galerie, Wroclaw, Polsko
- 2005 – Cultural Domestication / Instinctual Desire, Center for the Visual Arts Gallery, Toledo, USA
- 2005 – PragueBiennale 2: Expanded Painting, Karlín Hall, Praha
- 2005 – Nature’s Mirror, Otowa, Tokio, Japonsko
- 2005 – Domicile, Musee d’Art Moderne, Saint Etienne, Francie
- 2005 – The Giving Person, Palazzo delle Arti Napoli, Neapol, Itálie
- 2004 – I Grandi Magazzini dell’Arte, Palazzo delle Papesse, Centro Arte Contemporanea,Siena, Itálie
- 2004 – E.U. Positive, Akademie der Künste, Berlín, Německo
- 2004 – Dialogue Los Angeles / Prague, Barnsdall Municipal Art Gallery, Los Angeles, USA
- 2004 – Turning the Page, Kogart, Budapešť, Maďarsko
- 2004 – Passage d’Europe, Musée d’Art Moderne, Saint Etienne, Francie
- 2004 – Suit Yourself!, Museum for Communication, Haag, Nizozemsko
- 2003 – Balkan Konsulat, &lt;rotor&gt;, Graz, Rakousko
- 2003 – Aus Liebe, Die Generation der neuziger Jahre aus Prag, Landesmuseum Bonn,Německo
- 2003 – Prague Biennale 1, Národní galerie v Praze, Veletržní palác, Praha
- 2003 – Exhibition on the Body of Nehad Bogdanović, Man Gallery, Srbsko
- 2002 – Centrum Beeldende Kunst, Rotterdam, Nizozemsko
- 2002 – Corps et traces, Musee des Beaux-Arts, Nancy, Francie
- 2002 – 40 Jahre: Fluxus und die Folgen, Kunstsommer Wiesbaden, Karstadt, Wiesbaden,Německo
- 2002 – Art Dans la Ville, Hotel Colcombet, Saint-Etienne, Francie Werkstatt Junge
- 2002 – Akademie, Akademie der Künste Berlín, Německo
- 2001 – Triennial of Small-Scale Sculpture, Fellbach, Německo
- 2000 – East of Eden, Wyspa Gallery, Gdaňsk, Polsko
- 2000 – Bohemian Birds – Positions of Czech Contemporary Art, Kunst Haus, Drážďany, Německo
- 2000 – Place and Between, Bergen, Norsko All You Need is Love, Laznia Center of Polish Art, Gdaňsk, Polsko
- 1999 – After the Wall, Moderna Museet, Stockholm, Švédsko; Ludwig Museum, Budapešť, Maďarsko; Hamburger Bahnhof, Berlín, Německo
- 1999 – Proti všem – Laureáti ceny Jindřicha Chalupeckého, Centrální výstavní síň Manéž, Moskva, Rusko
- 1999 – Czech Landscape, Kunsthalle Karlsruhe, Německo
- 1999 – Fauna, Zacheta Narodowa Galeria Sztuki, Varšava, Polsko
- 1999 – Rondo, Ludwig Museum Budapešť, Maďarsko
- 1998 – Developed, České centrum, Berlín, Německo
- 1998 – Czech Landscape, Museum of Contemporary Art, Altkirch, Francie
- 1997 – Born ’68, České centrum, Berlín, Německo
- 1996 – Jitro kouzelníků, Národní galerie v Praze, Veletržní palác, Praha Respekt, Villa Richter, Praha

### Zastoupení ve veřejných sbírkách – výběr
- Národní galerie v Praze
- Galerie hl. m. Prahy
- Museum of Contemporary Art, Miami, USA
- Museum für angewandte Kunst, Vídeň, Rakousko
- Musee d’Art Moderne, Saint Etienne, Francie

### Zastoupení v soukromých sbírkách – výběr
- Richard Adam, Praha
- Pavel Kneppo, Praha
- Thomas Day Newbold, Washington, USA
- Bert-Jan van Egteren, Amsterdam, Nizozemsko
- Santiago Eder, Amsterdam, Nizozemsko
- Kenneth L. Freed, Boston, USA
- Habib Kheradyar, Los Angeles, USA
- Jerry Speyer, New York, USA

## Publikace
- Jiří Černický – "Alergik, 1998, produkce GHMP, ISBN 80-7010-067-2
- "Videus" – 1999, vydal Divus, ISBN 80-86450-25-2
- "Dokument z pohádky o Sasance"– 2004, vydalo nak. Meander, ISBN 80-86283-30-5
- "Gagarinova věc" – 2006, vydalo nak. Meander, ISBN 80-86283-45-3
- "Jehelníčky – dvojitý dokument"- 2007, vydal Mediagate s.r.o, ISBN 978-80-239-8905-2
- "ABS video" – 2008, vydala UJEP v Ústí nad Labem, ISBN 978-80-7414-079-2
- „Divoké sny“ – 2016, ISBN 978-80-86443-35-5
- „Neutopické plány“ – 2018, ISBN 978-80-87430-57-6
- „Mafián a Stromboli“ – 2020, ISBN 978-80-7215-677-1